# Soledad (strofa)
Soledad (šp. la soledad) je vrsta španske strofe od tri stiha. Stihovi imaju do osam slogova (šp. de arte menor), stihovi od dva do osam slogova). Ima istu strukturu kao tercerilja (vrsta španske strofe), ali razlika u odnosu na tercerilju je u tome što ima delimičnu ili asonantsku rimu: 
{{citat|
-{El ojo que ves no es
ojo porque tú lo veas;
es ojo porque te ve}-.|Antonio Maćado}}